# Tino Scholtissek
Tino Scholtissek (* 23. Juni 1968) ist ein ehemaliger deutscher Fußballspieler, der in den 1980er Jahren für Dynamo Dresden und die BSG Stahl Brandenburg in der DDR-Oberliga spielte.

## Sportliche Laufbahn
In der Saison 1986/87 spielte Scholtissek für Dynamo Dresden in drei Spielklassen. Mit der Juniorenmannschaft spielte er in der DDR-Juniorenoberliga, in der 2. Mannschaft bestritt er zehn Punktspiele in der zweitklassigen DDR-Liga und am letzten Spieltag der DDR-Oberliga, der höchsten Spielklasse im DDR-Fußball, bekam er einen Einsatz als Einwechselspieler in der Begegnung FC Carl Zeiss Jena – Dynamo Dresden (2:1). In den Spielzeiten 1987/88 und 1988/89 war Scholtissek Stammspieler in der 2. Mannschaft mit 31 bzw. 30 Einsätzen bei jeweils 34 Punktspielen und wurde mit dreizehn bzw. elf Treffern Torschützenkönig der Dresdner. 1988/89 wurde die Dresdner Oberligamannschaft DDR-Meister, Scholtissek war daran mit einem erneuten Einwechslerspiel am fünften Spieltag bei der Partie Sachsenring Zwickau – Dynamo (0:1) beteiligt.
Nachdem der DDR-Fußballverband beschlossen hatte, die Oberliga-Reservemannschaften aus der DDR-Liga herauszunehmen und daraufhin Dynamo Dresden II im Sommer 1989 zur TSG Meißen transferiert wurde, schloss sich Scholtissek dem Oberligisten Stahl Brandenburg an. Auch dort gelang es ihm nicht, sich in der Oberliga zu etablieren. Er wurde lediglich zwischen dem vierten und elften Spieltag dreimal als Stürmer eingewechselt. Im Januar 1990 kehrte er zu seinen alten Mannschaftskameraden beim Zweitligisten TSG Meißen zurück, wo er auch vom im Sommer 1990 gegründeten FC Meißen übernommen wurde und auch in der Saison 1990/91 in der NOFV-Liga 1990/91 zweitklassig spielte.